# 三線隱帶麗魚
三線隱帶麗魚（学名：Apistogramma trifasciata），又稱三線短鯛，為輻鰭魚綱鱸形目隆頭魚亞目慈鯛科的其中一種。其种加词“trifasciata”意为“三条线纹的”。

## 分布
此魚僅分布南美洲巴西、烏拉圭、阿根廷的亞馬遜河及巴拉那河、瓜波河以及潘塔納爾流域。

## 特徵
本魚具有三道黑紋，第一道在背鰭下的背脊處；第二道從吻端開始直至尾柄；第三道從胸鰭基部開始到臀鰭的起點。雌魚鰭較短，顏色較不絢麗。雄魚背鰭和腹鰭的前幾條鰭條向外延伸，頭部有藍色的面部斑紋。體長可達5公分。

## 生態
本魚棲息在河流的中底層，屬雜食性。繁殖時，雌魚將卵產在岩石上端，雌魚護卵的天性極強。

## 經濟利用
屬於小型的觀賞魚，性情溫和。